# ارنیکو بره
ارنیکو بره (ایتالیایی: Enrico Berrè؛ زادهٔ ۱۰ نوامبر ۱۹۹۲) شمشیرباز اهل ایتالیا است.